# Coptochirus excisus
Coptochirus excisus är en skalbaggsart som beskrevs av Edgar von Harold 1868. Coptochirus excisus ingår i släktet Coptochirus och familjen Aphodiidae. Inga underarter finns listade i Catalogue of Life.